# انیمیشن مگزین
انیمیشن مگزین (انگلیسی: Animation Magazine) یک نشریه چاپی و وبگاهی آمریکایی است که به پوشش اخبار و مطالب مربوط به صنعت و آموزش انیمیشن، همچنین جلوه‌های بصری می‌پردازد. این مجلهٔ چاپی، سالانه ۱۰ بار در ایالات متحده منتشر می‌شود.

## تاریخچه
انیمیشن مگزین در ماه اوت ۱۹۸۷ توسط تری تورن تأسیس شد. ایدهٔ راه‌اندازی این مجله از موفقیت روزنامهٔ انیمیشن نیوز الهام گرفته بود؛ نشریه‌ای که طی شش ماه پیش از آن، برای تبلیغ مجموعه فیلم‌های کوتاه تورن با عنوان Tournees of Animation توزیع می‌شد. نسخهٔ چاپی این مجله سالانه ۱۰ بار در ایالات متحده منتشر می‌شود. مطالب تحریریه مجله، تمامی گونه‌های انیمیشن را در بر می‌گیرد؛ از انیمیشن دوبعدی و سه‌بعدی (برای انیمیشن و جلوه‌های بصری) گرفته تا استاپ‌موشن. در سال ۲۰۰۶، نسخه دیجیتال مجله با آدرس www.animationmagazine.net راه‌اندازی شد. این شرکت همچنین یک خبرنامهٔ روزانه در روزهای کاری منتشر می‌کند که به پوشش اخبار مربوط به هنر، تجارت و فناوری انیمیشن می‌پردازد و شامل بررسی نرم‌افزارهای مرتبط نیز می‌شود.

## معرفی
شرکت انیمیشن مگزین آی‌ان‌سی. در کنار انتشار نسخهٔ اصلی مجله، به صورت سالانه تقویم نمایشگاه‌های تخصصی، راهنمای مسیر شغلی و آموزشی، و همچنین پنج شمارهٔ ویژه به مناسبت جوایز اسکار و امی را منتشر می‌کند. اخبار روز دنیای انیمیشن در روزهای کاری هفته به‌روزرسانی و در وبگاه این نشریه منتشر می‌شود. یکی دیگر از بخش‌های وبگاه، انی‌مگ‌تی‌وی است؛ پورتالی اختصاصی برای گزارش‌های کوتاه دربارهٔ رویدادهای انیمیشن، فیلم‌های کوتاه و تریلرها. آرشیوی از شماره‌های اولیهٔ مجله نیز در دسترس است و علاقه‌مندان می‌توانند نسخه‌های دیجیتال یا چاپی را اشتراک بگیرند.